# Der trunkene Herkules

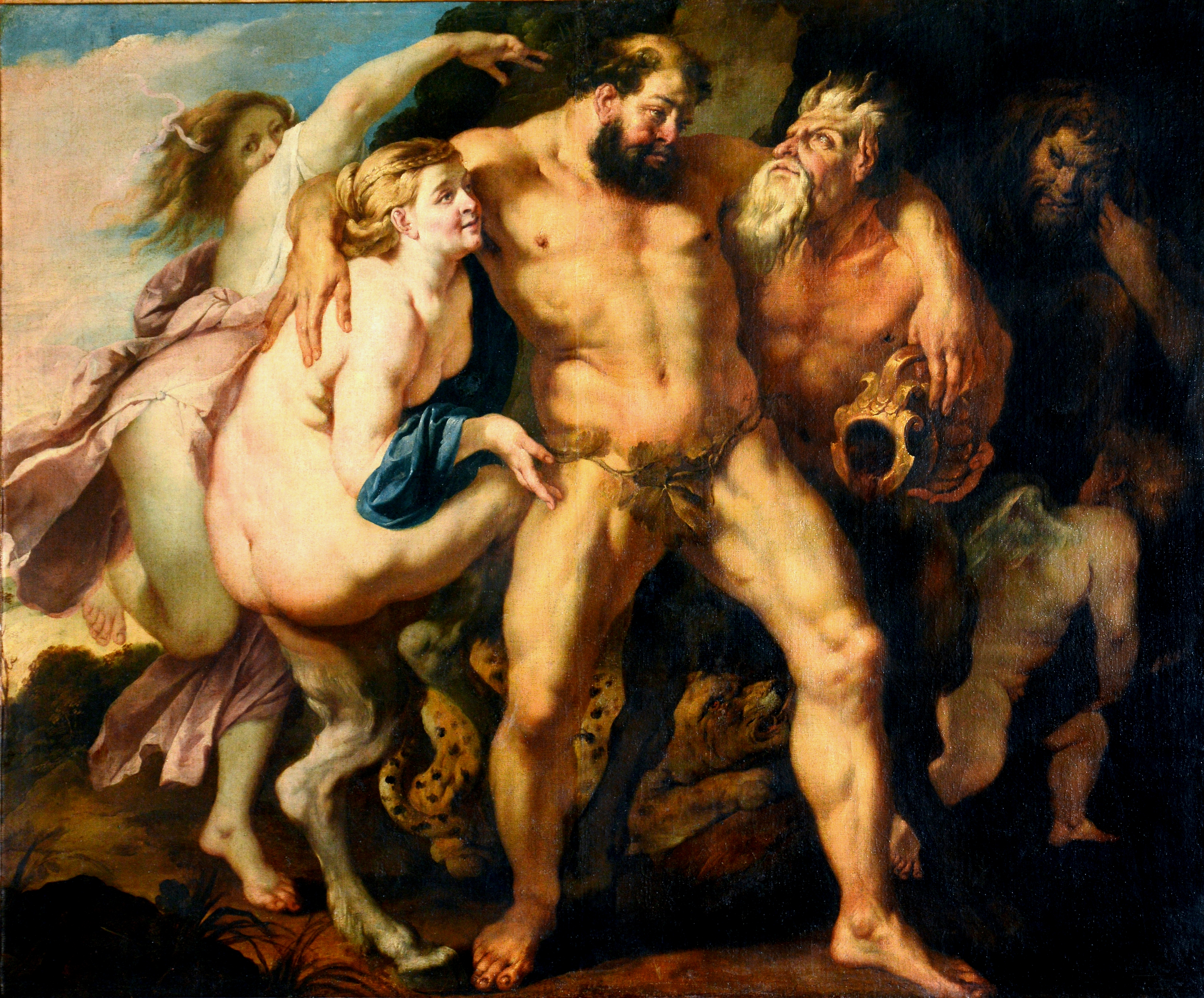
Kopie nach Peter Paul Rubens, Der trunkene Herkules, um 1700, Öl auf Leinwand, 137.6 x 163.3 cm, Odessa Museum für westliche und östliche Kunst, Odessa.

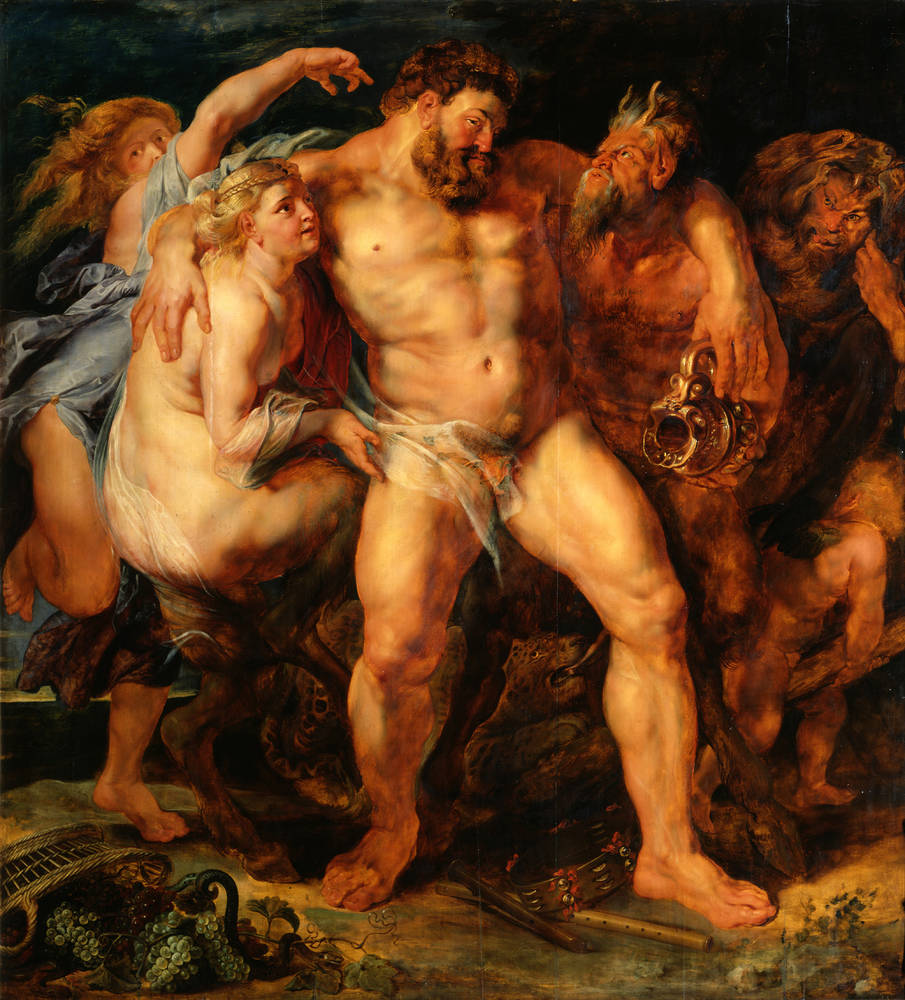
Original aus Dresden

Der trunkene Herkules ist eine 137,6 × 163,3 cm große Ölmalerei auf Leinwand, die vermutlich im späten 17. oder frühen 18. Jahrhundert entstand. Das Bild befindet sich in der Sammlung des Museums westlicher und östlicher Kunst in Odessa.
Das Gemälde galt lange Zeit als Werk aus der Werkstatt von Peter Paul Rubens und wurde entsprechend als bedeutendes Exponat des Museums betrachtet. Erst im Zuge der Restaurierungsarbeiten zur Ausstellung Von Odesa nach Berlin. Europäische Malerei des 16. bis 19. Jahrhunderts in der Berliner Gemäldegalerie wurde festgestellt, dass es sich um eine spätere Kopie eines unbekannten Künstlers aus der Zeit um 1700 handelt.
Das Originalgemälde des Trunkenen Herkules von Rubens befindet sich in der Gemäldegalerie Alte Meister in Dresden. Während dieses vielfach erforscht wurde, blieb die Odessa-Kopie bislang weitgehend unbeachtet.

## Beschreibung
Das Gemälde thematisiert den Mythos des betrunkenen Herkules und zeigt den sonst heroischen Halbgott in einem Moment der Trunkenheit, fernab seiner üblichen Stärke und Tugendhaftigkeit.
Im Zentrum steht der monumentale Herkules, dessen muskulöser Körper nur spärlich von einem Weinrebenzweig bedeckt wird. Sein Blick ist glasig, sein Gesicht gerötet, das Haar zerzaust – untrügliche Zeichen seines Rausches. Sein Körper ist leicht nach hinten geneigt, während seine schweren Arme auf den ihn umgebenden Figuren zu ruhen scheinen.
Zu seiner rechten Seite stützt ihn ein älterer Satyr mit weißem Haar, Bart und auffälligen Hörnern. In einer Hand hält er ein umgestürztes, verziertes Trinkgefäß, aus dem dunkelroter Wein zu Boden tropft. Sein Gesichtsausdruck ist von amüsierter Herablassung geprägt, als würde er sich über den Zustand Herkules’ lustig machen. Auf der linken Seite drängt sich unterstützend eine junge Mänade mit rosigem Hautteint, geröteten Wangen und goldenem geflochtenen Haar an die Hauptfigur. Ihr Körper ist entblößt, und die weichen Konturen ihrer Haut stehen im Kontrast zu der massiven Physis des Herkules. Ein dunkler blauer Stoff fällt locker über ihren Arm, der eine haltende und zugleich führende Geste zeigt. Ihre Beine ähneln den Ziegenbeinen mit Hufen statt Füßen und sind mit dichtem, zotteligem Fell bedeckt.
Hinter dieser zentralen Gruppe sind weitere Figuren zu erkennen und vertiefen die Szene. Links streckt eine weibliche Figur mit offenem Haar die Hand in Richtung der Hauptgruppe aus. Ihr wallendes, hellrosanes Gewand folgt der Dynamik der Komposition, während ihr erhobener Arm eine Diagonale bildet, die den Blick weiterführt. Auf der rechten Seite des Bildes zeichnet sich die dunkle Silhouette eines Mannes ab, der in ein Löwenfell gehüllt ist – eine Anspielung auf Herkules’ Attribute. Direkt darunter ragt ein geflügelter Putto aus dem Schatten hervor, während er die Keule des Heldes klaut, und setzt einen starken Kontrast zu den kräftigen Körpern der übrigen Figuren.
Die Komposition ist dynamisch, die Körper der Figuren eng miteinander verwoben, sodass eine dichte, fast skulpturale Einheit entsteht. Der Standpunkt der Betrachtenden liegt leicht unterhalb, wodurch Herkules und seine Begleiter monumental erscheinen. Das Licht und Schatten spielen eine entscheidende Rolle: Ein warmer Schein fällt von links in die Szene und hebt die glänzenden Hautpartien von Herkules und der Satyrin hervor, während die rechte Bildhälfte in dunklere Töne getaucht ist. Die Farbpalette ist geprägt von warmen Gold-, Ocker- und Fleischtönen, die mit dem tiefen Blau des Gewandes der Satyrin kontrastieren und die sinnliche, fast feierliche Atmosphäre der Szene unterstreichen.
Trotz des Themas von Exzess und Kontrollverlust ist das Gemälde keine reine moralische Warnung. Vielmehr zeigt es Herkules als eine ambivalente Figur zwischen Stärke und Schwäche, zwischen Heroismus und menschlicher Unzulänglichkeit – ein Motiv, das weit über seine mythologische Bedeutung hinausweist.

## Kopie im Kontext der Kunstproduktion
Die Reproduktion künstlerischer Meisterwerke spielte in der Kunstgeschichte eine zentrale Rolle – sowohl als Mittel zur technischen Ausbildung als auch zur Verbreitung etablierter Stilrichtungen. Peter Paul Rubens selbst war eng mit dieser Praxis verbunden: In seiner Werkstatt wurden systematisch Kopien seiner Werke angefertigt, um der hohen Nachfrage gerecht zu werden. Seine Schüler und Assistenten erstellten unter seiner Anleitung zahlreiche Fassungen, die oft von Rubens eigenhändig überarbeitet wurden.
Im wachsenden europäischen Kunstmarkt des späten 17. und frühen 18. Jahrhunderts entstanden weitere zahlreiche Kopien seiner Werke – nicht nur als Studienobjekte, sondern auch als begehrte Sammlerstücke. Die Odessa-Version des Trunkenen Herkules somit ist ein Beispiel für diese Praxis. Diese Kopie ist jedoch mehr als nur eine technische Reproduktion. Die stilistische Abweichungen – etwa die sanftere Modellierung der Figuren, der veränderte Lichteinsatz und die rote Grundierung, die eher in Frankreich oder Italien als in der flämischen Malerei verbreitet war – weisen darauf hin, dass der Künstler sich bewusst an die veränderten ästhetischen Vorlieben des frühen 18. Jahrhunderts anpasste. Statt der kraftvollen, von Exzess geprägten Darstellung des Originals zeigt die Kopie eine abgemilderte Version des Motivs.

## Provenienz
Die Provenienz des Gemäldes lässt sich bis ins 18. Jahrhundert zurückverfolgen, als es Teil der Sammlung des russischen Grafen und Förderers der Kunst, Ivan Ivanovich Schuwalow, war. Schuwalow, ein enger Vertrauter von Kaiserin Elisaveta von Russland, spielte eine zentrale Rolle in der Förderung der Kunst und Wissenschaft in Russland. 1757 gründete er die Kaiserliche Akademie der Künste in Sankt Petersburg, die er als erster Kurator leitete. Durch eine Schenkung europäischer Meisterwerke legte er den Grundstein für die Akademiesammlung, in die auch die Kopie des Trunkenen Herkules integriert wurde. Diese Sammlung diente der Ausbildung russischer Künstler und Künstlerinnen und wurde zu einem Instrument der russischen Kulturpolitik. Ende des 19. Jahrhunderts gelangte das Gemälde in die Sammlung des Museums der Schönen Künste in Odessa, wo es seit den 1920er Jahren aufbewahrt wird.

## Herausforderung des Kunstschutzes im Krieg
Kurz nach Beginn des russischen Angriffskriegs gegen die Ukraine wurden die bedeutendsten Werke des Odessa Museums in ein Notlager gebracht, um sie zu schützen. Aufgrund der Transporte und der feuchten Lagerbedingungen weisen viele Gemälde Schäden auf, darunter auch die Kopie des Trunkenen Herkules. Das Gemälde zeigt verblichene Farben und einen Knick in der Mitte der Leinwand, bleibt jedoch insgesamt in einem stabilen Zustand. Im Vergleich dazu befindet sich das Original in Dresden in deutlich besserer Verfassung, da es unter konstanten Bedingungen gelagert und restauriert wurde. Diese Gegenüberstellung verdeutlicht nicht nur die Herausforderungen des Erhalts von Kulturgut in Krisenzeiten, sondern auch die Bedeutung internationaler Kooperationen wie der Ausstellung Von Odesa nach Berlin. Europäische Malerei des 16. bis 19. Jahrhunderts in der Berliner Gemäldegalerie, die darauf abzielt, das künstlerische Erbe Odessas zu bewahren und zugänglich zu machen.